# Perfluortributylamin
Perfluortributylamin (PFTBA) ist eine Flüssigkeit aus der Gruppe der Perfluorcarbone, welche in der Atmosphäre den Treibhauseffekt stark fördert.

## Eigenschaften
Perfluortributylamin ist eine wasserunlösliche und chemisch inerte, farblose Flüssigkeit. Forscher der Universität Toronto stellten fest, dass PFTBA als Gas das 7100-fache Treibhauspotential von Kohlendioxid besitzt. Da es nur in Spuren in der Atmosphäre vorkommt, ist seine Gesamtwirkung hingegen nur 1/10.000 so groß wie die von Kohlendioxid.
Es ist strukturell eng verwandt mit Perfluamin, das statt perfluorierten Butylgruppen perfluorierte Propylgruppen aufweist.

## Verwendung
PFTBA wird unter anderem in der Elektronikindustrie (Handelsname z. B. Fluorinert FC-43 von 3M) für Hitzetests und früher / anfänglich etwa 1990 bis 1995 beim Dampfphasenlöten eingesetzt, welches aber zwischenzeitlich durch nicht klimaaktives Perfluorpolyether abgelöst wurde. Ebenfalls findet es in der Massenspektrometrie als Kalibriersubstanz Verwendung. Ein Massenspektrum und eine Tabelle mit exakten Massen zur Kalibrierung von Massenspektrometern ist als Referenz zugänglich. Zubereitungen, die Perfluortributylamin (z. B.  Fluosol) und andere Perfluorcarbone enthalten, eignen sich als Blut- und Erythrozytenersatz und werden auch in der Augenmedizin und in Partikelzählern in Flugzeugen eingesetzt.